# 미국 국립 직업안전위생연구소

미국 국립 직업안전위생연구소(National Institute for Occupational Safety and Health, NIOSH)는 작업 그리고 업무 관련 부상 및 질병 예방을 위한 연구를 수행하고 권장하는 미국 연방 기관이다. 또한 미국 산업 안전 보건 연구소 (NIOSH)는 미국 보건복지부 내의 질병통제 및 예방센터 (CDC)의 일부이다.

## 같이 보기
- 미국 국립 알레르기·전염병 연구소(NIAID)
- 국제 표준화 기구(ISO)